# Robert Boyvin
Pour les articles homonymes, voir Boyvin.
Robert Boyvin est un enlumineur actif à Rouen entre 1480 et 1536. Collaborateur du Maître de l'Échevinage de Rouen, il s'est vu attribuer plus de 80 manuscrits encore conservés dont, pour une bonne part des livres d'heures. Il a également produit quelques décorations d'ouvrages pour le cardinal Georges d'Amboise. 

## Biographie

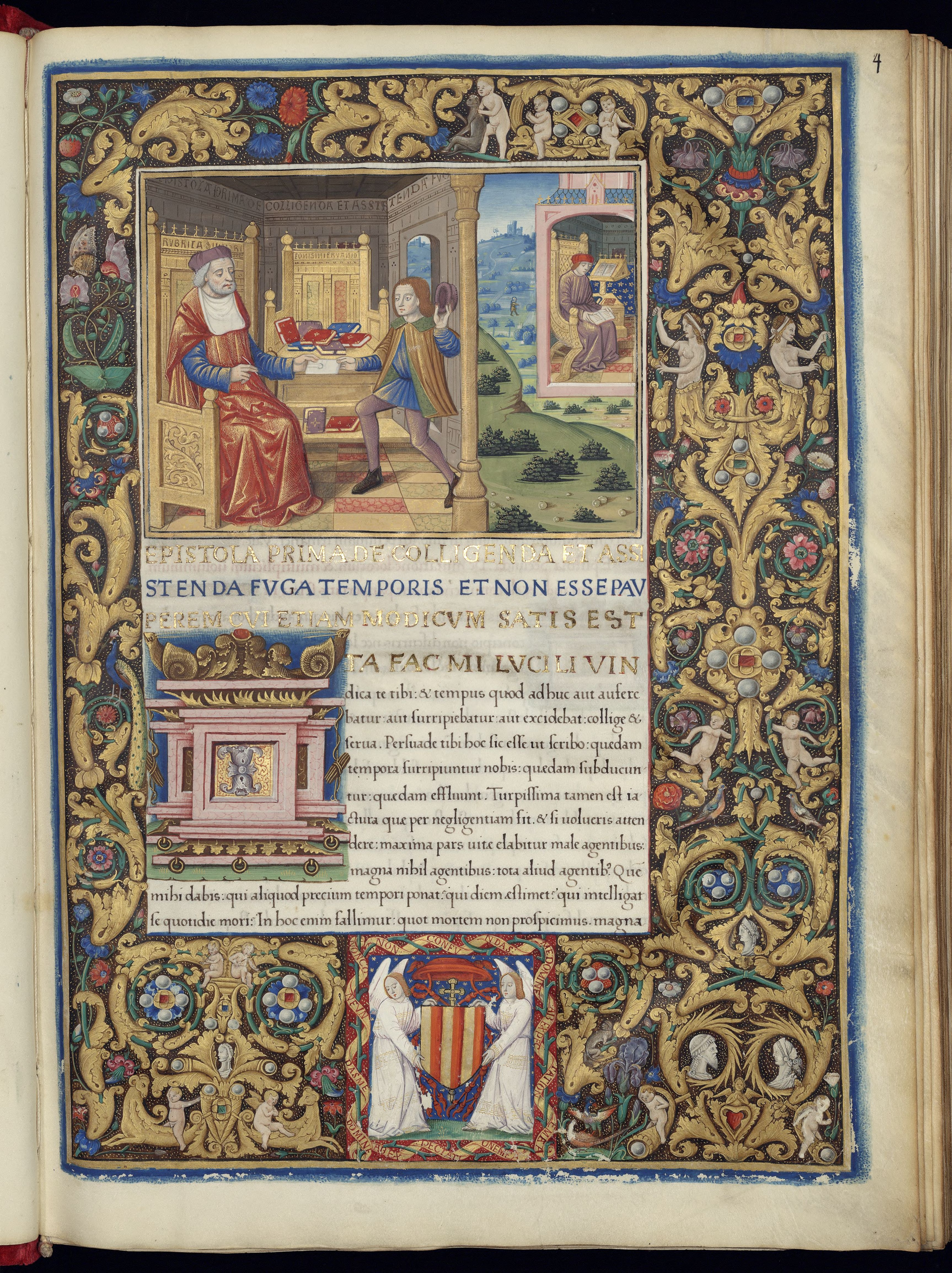
Frontispice des épitres de Sénèque, commandé par le cardinal d'Amboise.

Robert Boyvin appartient à une famille de gens du livre rouennais installés depuis au moins le début du XVe siècle. Un Jean Boyvin, écrivain et vendeur de livre est en effet installé à proximité de la cathédrale Notre-Dame de Rouen, du côté du portail des libraires. C'est le cas également d'un Thomas Boyvin, mentionné dans les sources en 1479, à nouveau un Jean Boyvin en 1487-1488 puis, sans doute son fils, Robinet (petit Robert) à partir de 1487. Il occupe alors la quatrième échoppe du côté de l'archevêché. Il est indiqué sur place jusqu'en 1502. Son mariage est également documenté en 1480 avec la fille du libraire Jean Coquet.
À partir de 1503, il est indiqué comme prestataire pour Georges d'Amboise, archevêque de Rouen dans les comptes de son château de Gaillon. Il est indiqué comme l'auteur d'une peinture dans un manuscrit des épîtres de Sénèque (aujourd'hui BNF, Lat.8551) : ce manuscrit bien identifié a servi à reconstituer son œuvre. Le 13 juillet 1503, il est payé pour deux miniatures d'un manuscrit de Tite-Live aujourd'hui disparu. Il a probablement peint d'autres manuscrits pour le même commanditaire aujourd'hui identifiés au nombre de trois, mais qui ne sont pas mentionnés dans les archives. À cette période, il n'occupe plus son échoppe près de la cathédrale et sa notoriété lui a peut-être permis de se consacrer entièrement au métier d'enlumineur au détriment de celui de libraire, mais il reste probablement à Rouen. Sa trace ne se retrouve dans les archives qu'en 1534-1535, lorsqu'il travaille pour le chapitre de la cathédrale. Le 17 mars 1535, il est mentionné comme résident dans la paroisse de Saint-Maclou, au pont de Robec. Il achète alors une maison dans le quartier Saint-Sever qu'il revend le 6 juin 1536. C'est la dernière mention de l'artiste dans les archives. 

## Collaborations et modèles
Les plus anciens manuscrits attribués à Robert Boyvin permettent de dire que ce dernier a probablement été formé au sein de l'atelier du Maître de l'Échevinage de Rouen, le plus important enlumineur rouennais du milieu du XVe siècle. On retrouve son style dans des manuscrits peints par ce dernier ou par des membres de son atelier, comme la Maître de Raoul du Faou. Boyvin reprend les compositions de son maître ainsi que son usage chatoyant des couleurs. Le Maître de l'Échevinage de Rouen est parfois identifié au libraire Jean Coquet, qui, si c'est avéré, pourrait être aussi son beau-père. C'est également à cette époque qu'il commence à travailler avec Jean Serpin, un enlumineur, c'est-à-dire décorateur de marges, rouennais, attesté lui aussi dans les comptes de Georges d'Amboise et avec qui il travaille jusqu'à la fin de sa carrière. Au plus fort de sa production de livre d'heures dans les années 1490, il s'adjoint des collaborateurs, restés anonymes qui l'aident à achever des miniatures des manuscrits qui lui sont commandés, voire qui les réalise dans sa totalité.
À partir de 1500, il se met à copier des modèles tourangeaux, notamment ceux du Maître des Missels della Rovere, de Jean Bourdichon ou du Maître du Boccace de Munich (comme dans un livre d'heures actuellement à Vienne). Mais cela ne veut pas dire que Boyvin a collaboré avec eux : les modèles peuvent avoir circulé à travers des manuscrits sans que les artistes n'aient besoin de se déplacer. Son maître, le Maître de l'Échevinage était déjà intervenu dans un livre d'heures (Bibliothèque Chester-Beatty, W.Ms.89) dans lequel avaient peints les ateliers de Jean Charpentier, Bourdichon et Jean Poyer.
En 1503, les archives de Gaillon indiquent qu'il intervient après les artistes parisiens Nicolas Hiesse et Jean Pichore dans les mêmes ouvrages. Il ne s'est probablement pas déplacé à Paris pour cela. Il a pu récupérer à Rouen des cahiers laissés inachevés par les enlumineurs parisiens, dépassés par l'ampleur des commandes de l'archevêque. Par la suite, il reprend des modèles de Jean Pichore et de son collaborateurs, le Maître des Triomphes de Pétrarque. À la fin de sa carrière, dans les années 1510-1520, il continue à décorer des manuscrits, mais sa participation se limite souvent à des miniatures de calendriers, laissant la plus grande partie des miniatures à des collaborateurs probablement plus jeunes, comme le Maître d'Ambroise le Veneur. 

## Style
Le style de Boyvin ne se caractérise pas par une grande originalité. Il reprend des modèles provenant d'autres artistes et évolue peu au cours de sa carrière. Il se caractérise par des personnages maigres, des auréoles pleines, des plis de vêtements très simples. Ses décors sont faits d'architectures aux murs gris, avec des fenêtres petites, des carrelages verts, des briques roses ou de pierres grises. Il reprend au Maître de l'Échevinage de Rouen des encadrements de dais gothique soutenu par des colonnettes. Il se distingue néanmoins de ce dernier par des personnages plus élancés, le visage allongé, les paupières rondes et le nez épais. 
Dans une deuxième période (1487-1502), l'artiste se spécialise dans les livres d'heures qu'il peint en grande quantité sur commande et le plus souvent pour une mise en vente dans son échoppe près de la cathédrale de Rouen. Ces derniers sont appelés livres d'étal. Ses personnages possèdent des têtes aux traits plus fins, aux cheveux roux ou grisonnants, avec des vêtements amples de couleur rouges bordeaux ou bleu. Ses paysages sont constitués généralement d'une colline verdoyante, un fleuve et des montagnes à l'horizon. Les miniatures sont encadrés par un simple trait ou un décor architectural. 
À partir de 1503, sa reprise des modèles parisiens transforme son style vers une vers une inspiration plus Renaissance : cela se traduit par des volumes plus grands, des compositions plus aérée et des drapés de vêtements plus marqués. Sa palette de couleurs se diversifie vers des pastels plus clairs. Les encadrements sont composés de colonnes surmontées de guirlandes. 

## Manuscrits enluminés attribuées
François Avril a proposé une première liste de manuscrits attribués à Robert Boyvin en 1993. Isabelle Delauney a considérablement étendu cette liste à une cinquantaine d'ouvrages en 1995. Elliot Adam étend encore le catalogue à environ 80 manuscrits, ce qui en fait l'un des enlumineurs les plus productifs de son époque.

### Livres d'heures

#### Collaborations avec le Maître de l'Échevinage de Rouen (années 1480)

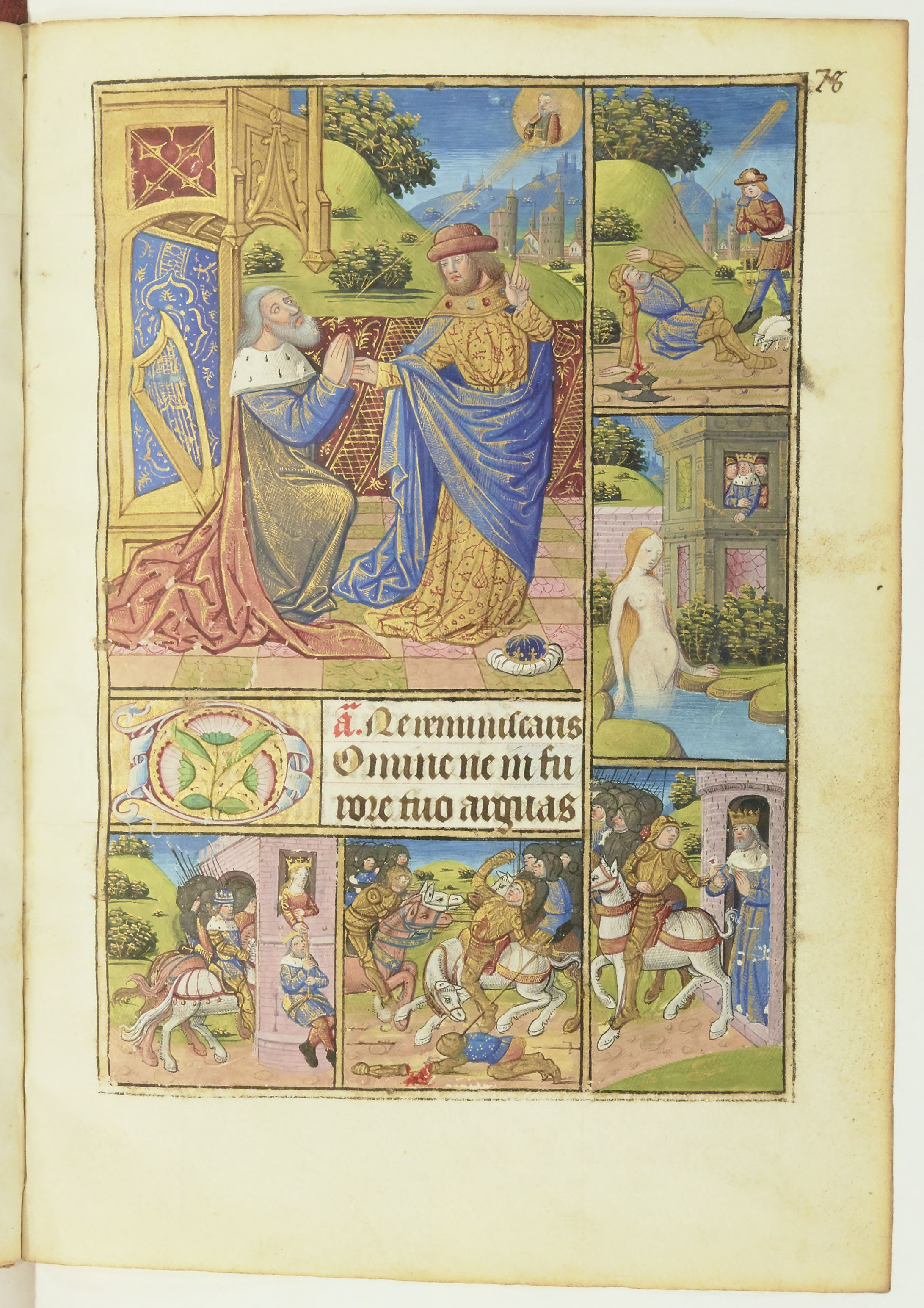
David et Bethsabée, heures à l'usage de Rouen, BNF La.1177.

- Livre d’heures, en collaboration avec le Maître de l'Échevinage de Rouen, vers 1480, issu de la collection de Joost Ritman, passé en vente chez Sotheby's, 6 juillet 2000, lot 39
- Livre d'heures à l'usage de Rouen, 1 miniature (f.78) en collaboration avec le cercle du Maître de l'Échevinage de Rouen, années 1480, Bibliothèque nationale de France, Lat.1177[17]
- Heures Playfair à l'usage de Sarum, 4 miniatures du Maître (fol. 18, 144v, 150 et 150v.), en collaboration avec le Maître de l'Échevinage de Rouen et son cercle, années 1480, Victoria and Albert Museum, inv. MSL/1918/475[18]
- Livre d’heures à l’usage de Rouen, années 1480, ancienne possession de Claude Chartier, échevin d’Orléans, 14 grandes miniatures, Bibliothèque de l'Arsenal, Ms.635[19]
- Livre d’heures à l'usage de Rouen, en collaboration avec le Maître de l'Échevinage de Rouen, vers 1485, coll. part., passé en vente chez Christie's, 13 juin 2012, lot 11[20]

#### Livre d'heures d'étal (1487-1502)

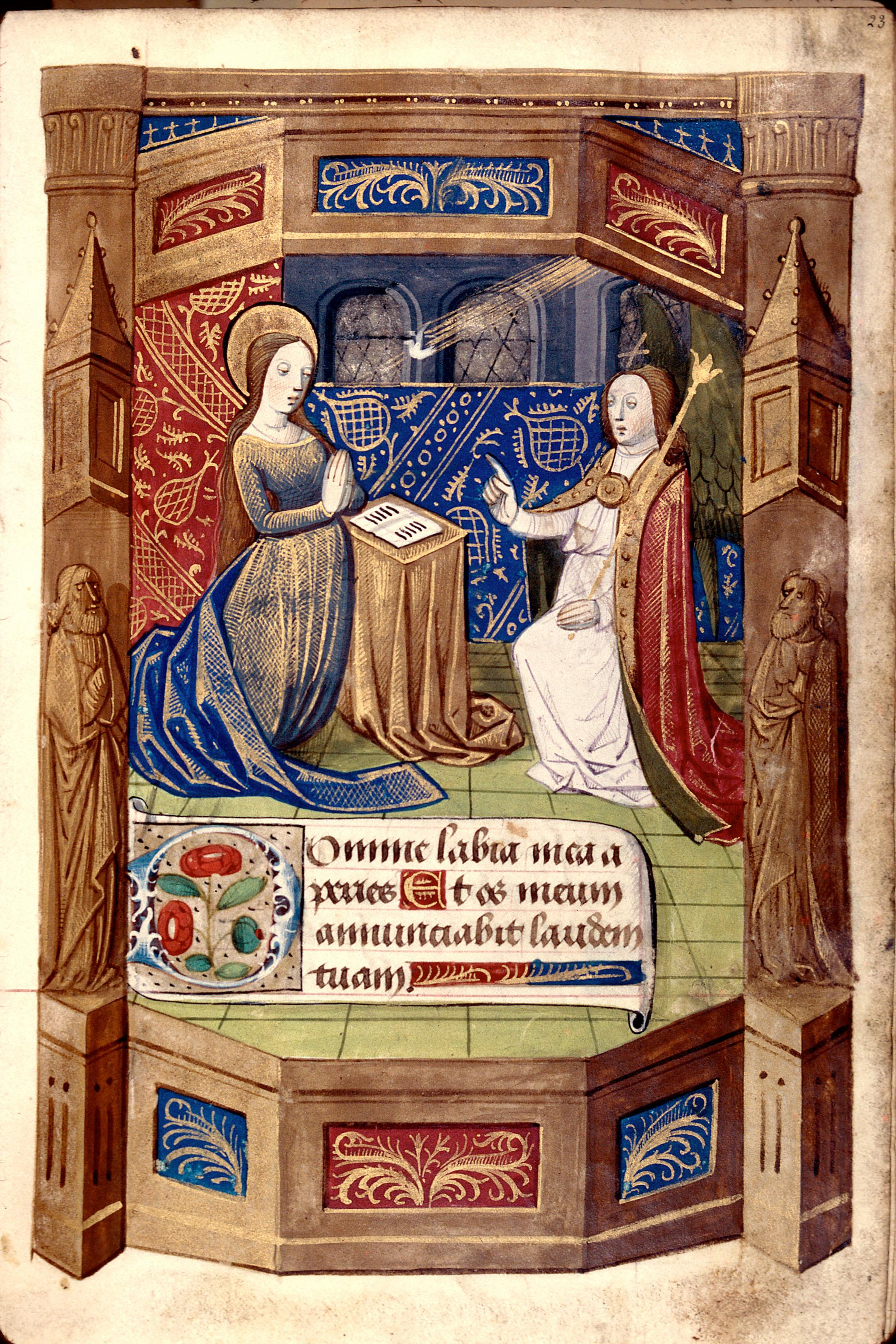
Annonciation, livre d'heures, Besançon.

Les livres d'heures d'étal étaient produits en nombre, sans destinataire connu et probablement vendus à la boutique de l'enlumineur à Rouen. Ils sont parfois personnalisés a posteriori. 
- Livre d'heures à l'usage de Rouen, 5 miniatures, vers 1480-1490, Bibliothèque municipale de Besançon, ms. 153[21]
- Livre d'heures à l'usage de Rouen, 12 grandes miniatures, passé en vente chez Christie’s, 20 mai 1983, lot 45 puis chez Sotheby's le 5 décembre 2017 lot 32[22]
- Livre d'heures à l'usage de Rouen, 12 grandes miniatures, vers 1490-1500, Université de Caroline du Sud, Columbia (passé en vente chez Sotheby's le 10 juillet 2012, lot 33[23])
- Livre d'heures à l'usage de Rouen, 8 grandes miniatures, Bibliothèque municipale de Melun, ms. 10[24]
- Livre d'heures, 1 miniature du maître, Bibliothèque de l'université de Leipzig, Rep. II 144 c[25]
- Livre d'heures, passé en vente chez A Venue of Art, Londres, 2014, lot 11 (ainsi que chez Maggs Bros, Londres, cat. 1176, 1993, lot 18)
- Livre d'heures, Chrysler Museum of Art, Norfolk, inv. 2014.3.6 (passé en vente chez Sotheby’s, 16 décembre 1970, lot 45)[26]
- Livre d'heures à l'usage de Rouen, Bibliothèque Bodléienne, Oxford, ms. Rawl. Liturg. e. 39[27]
- Livre d'heures à l'usage d'Évreux, 12 miniatures, Bibliothèque Bodléienne, Buchanan e. 14[28]
- Livre d'heures, Bibliothèque des avocats du Barreau de Paris
- Livre d'heures à l'usage de Rome, Bibliothèque nationale de France, Lat. 10553[29]
- Livre d'heures à l'usage d'Amiens, BNF, Lat. 13298[30]
- Livre d'heures, Biblioteca Alagonia, Syracuse, ms. 17
- Livre d'heures, passé en vente chez Sotheby's, 18 juin 1991, lot 150
- Livre d'heures, 5 miniatures, passé en vente chez Heribert Tenschert, Rotthalmünster, catalogue Leuchtendes Mittelalter I , 1989, lot 78 puis chez Koller, Zurich, le 15 juin 2020 lot 507[31].
- Livre d'heures à l'usage de Rouen, Bibliothèque de Châlons-en-Champagne, Ms.332[32]
- Livre d'heures à l'usage de Rouen, 4 grandes miniatures, British Library, Harley 2959[33]
- Livre d'heures, Biblioteca Fardelliana (it), Trapani

#### Livre d'heures de commande (1487-1502)
- Livre d'heures à l'usage de Rouen, Walters Art Museum, Baltimore, W. 225[34]
- Livre d'heures ayant appartenu à Jean de Ricametz et Catherine de Barbançon, à partir d'un livre d'heures brugeois attribué aux Maîtres aux rinceaux d'or, complété par le maître, Walters Art Museum, W. 282[35]
- Livre d'heures, Walters Art Museum, W. 450
- Livre d'heures, Bibliothèque nationale Széchényi, Budapest, Cod. Lat. 227
- Livre d'heures à l'usage de Rouen, destiné à Jean Ier Louvel, Bibliothèque municipale de Cherbourg, ms. 5[36]
- Livre d'heures à l'usage de Rouen, ayant appartenu à la famille Manneville et à Eudes de Catteville, 14 grandes miniatures, passé en vente chez Christie’s, 27-28 juin 2006, lot 125[37]
- Livre d'heures, passé en vente chez Parke-Bernet (en), New York, le 23 avril 1963, lot 20
- Livre d'heures Guillard à l'usage de Séez, passé en vente chez Millon et Associés, Paris, 27 juin 2013, lot 77[38]
- Livre d'heures à l'usage de Rouen, BNF, Lat.10559[39]
- Livre d'heures à l'usage de Rome, 6 miniatures attribuées, BNF, Lat.18020[40]
- Livre d'heures à l'usage de Rouen, vers 1500, Morgan Library and Museum, ms. H. 1[41]
- Livre d'heures, passé en vente chez Heribert Tenschert, Rotthalmünster, catalogue Leuchtendes Mittelalter II, XXV, 1990, cat. 56
- Livre d'heures à l'usage de Rouen, ancienne collection Frank Kacmarcik (en), Université Saint John's (en), Collegeville, ms. 2[42]
- Livre d'heures, passé en vente chez Sotheby's, 25 avril 1983, lot 182
- Livre d'heures à l'usage de Limoges, Bibliothèque nationale autrichienne, Cod. 1954[43]

#### La période 1503-1510
- Livre d'heures à l'usage de Rome, musée des Beaux-Arts d'Angers, legs Duclaux, inv. 2003.1.75[44]
- Livre d'heures, Walters Art Museum, Baltimore, ms. W. 453
- Livre d'heures à l'usage de Sarum (ou du diocèse d'Arles ?), avec un collaborateur et Jean Serpin, Bibliothèque municipale de Besançon, ms. 136[45],[46]
- Livre d'heures, bibliothèque de l'université d'Édimbourg, ms. 304
- Livre d'heures à l'usage de Rouen, 15 grandes miniatures, Bibliothèques de l'université de Liège, ms. Wittert 15[47]
- Livre d'heures, BNF, NAL 894[48]
- Livre d'heures à l'usage de Rouen, Bibliothèque de l'Arsenal, Ms.416[49]
- Livre d'heures à l'usage de Rouen, pour une dame de la famille Duchon, du Bourbonnais, 16 grandes miniatures, Morgan Library and Museum, M.261[50]
- Livre d'heures à l'usage de Rouen, par un collaborateur, Free Library of Philadelphia, ms. Lewis E 124[51]
- Livre d'heures à l'usage de Rouen, 16 grandes miniatures, Bibliothèque municipale de Rouen, ms. P-222 (acquis chez Drouot, 17 février 1999, lot 60)
- Livre d'heures, passé en vente chez Denesle à Rouen le 26 juin 1991 puis chez la librairie Lardanchet à Paris en juin 2013, catalogue lot numéro 3[52]
- Livre d'heures, passé en vente chez Heribert Tenschert, catalogue Illumination und Illustration vom 13. bis 16. Jahrhundert, XX, 1987, lot 24
- Livre d'heures pour Louis d’Alluin, bibliothèque Huntington, San Marino (Californie), ms. HM 1171[53]
- Livre d'heures du Maître de Talbot vers 1440, complété par 4 miniatures du Maître pour la famille rouennaise des Allorge, ancienne coll. Liuba et Ernesto Wolf, passé en vente chez Artcurial, Paris, 1er décembre 2014, lot 105[54].

#### Livre d'heures de fin de carrière (1510-1520)
- Livre d'heures en collaboration avec le Maître de Raoul du Fou, vers 1510, Houghton Library, université Harvard, ms. Richardson 10
- Livre d'heures à l'usage de Rouen, 17 grandes miniatures, Bibliothèque municipale de Dijon, ms. 2244[55]
- Livre d'heures, collection particulière française, passé en vente chez Christie's, 4 juin 2008, lot 59
- Livre d'heures à l'usage de Rouen, pour les familles Du Four et Deschamps, en collaboration avec Jean Serpin, vers 1520 et deux autres collaborateurs, Grolier Club (en), New York, Ms.10
- Livre d'heures de la famille Guyot d'Anfreville, par le maître et un collaborateur, vers 1510, Morgan Library and Museum, M.646[56]
- Livre d'heures à l'usage de Paris, pour Nicolas de La Primaudaye, 18 grandes miniature, en collaboration avec Jean Serpin et deux autres collaborateurs, vers 1520, Bibliothèque de l'Arsenal, Ms.1188[57]
- Livre d'heures à l'usage de Rouen, ayant appartenu aux familles Quinart et Venot de Noisy, en collaboration avec le Maître d’Ambroise le Veneur, vers 1510, Philadelphie, Free Library, ms. Lewis E 126[58]
- Livre d'heures, Waddesdon Manor, Ms. 25
- Livre d’heures à l'usage de Rome, réalisé à Bruges par le Maître des Scènes de David du bréviaire Grimani vers 1500 et complété à Rouen vers 1520 par un premier enlumineur proche du Maître des Heures Ango et un second appartenant plus probablement à l’entourage de Robert Boyvin, British Library, Londres, Harley 2924[59]

### Autres manuscrits
- Bréviaire de Charles de Neufchâtel, 2 miniatures de la main du maître (f.13 et 108), en collaboration avec le Maître de l'Échevinage de Rouen et collaborateurs, et Jean Serpin, années 1480, avec des compléments du Maître de la Chronique scandaleuse, 1490, Bibliothèque municipale de Besançon, Ms.69[60]
- L'Altercation des trois dames d'Octavien de Saint-Gelais, Bibliothèque nationale russe, Saint-Pétersbourg, ms. Fr.F.v.XI.11
- Traité de la nature et de la vertu des chevaux, passé en vente chez Drouot, Paris le 25 février 1986, lot 120
- Bréviaire, Université de Philadelphie, Rare Book and Manuscript Library, ms. Coll. 713 (acquis en vente chez Sotheby's, 22 juin 1982, lot 23)
- Antiphonaire, miniatures découpées, ancienne coll. Robert Forrer, Strasbourg, 1902.
- Registre de la corporation des chirurgiens-barbiers de Rouen, Archives départementales de la Seine-Maritime, J. 758
- Recueil d’instructions royales pour la levée des aides, Bibliothèque Carnegie, Reims, Ms.947[61]
- Évangéliaire pour le prieuré Saint-Lô de Rouen, 21 miniatures, Bibliothèque Sainte-Geneviève, Paris, ms. 110[62]
- Bréviaire en 2 tomes (hiver et été) pour le prieuré Saint-Lô de Rouen, Bibliothèque Sainte-Geneviève, Ms. 1265-1266[63]
- Le Nouvelin de vénerie de Louis de Gouvys, pour Charles IV d'Alençon, Paris, Petit Palais, ms. Dutuit 217[64]
- Epîtres de Sénèque, pour le cardinal Georges d'Amboise, en collaboration avec Jean Serpin, 1502, BNF, Lat.8551[65]
- Antiquitates Judaicae de Flavius Josèphe, pour le cardinal Georges d'Amboise, en collaboration avec Jean Pichore et Jean Serpin, vers 1503-1508. Bibliothèque Mazarine, Paris, Ms.1581[66]
- La Fleur des histoires de Jean Mansel, pour le cardinal Georges d'Amboise, en collaboration avec Jean Pichore et le Maître de Philippe de Gueldre, BNF, Fr. 54[67]
- Chroniques d’Enguerrand de Monstrelet, pour le cardinal Georges d'Amboise, BNF, Fr. 2678[68]
- Méditations de Jourdain de Saxe, Bibliothèque de Caen, Ms. 893[69] (Acquis à la vente chez Drouot, 19 mars 1981, lot 2)
- Missel à l'usage de Rouen, Bibliothèque municipale de Rouen, Ms.281 (A. 26)[70]